# 펀딩
펀딩(funding), 자금 제공은 필요, 프로그램, 프로젝트에 자금을 조달하기 위해 자원을 제공하는 행위를 말한다. 이 용어가 돈의 형태로 쓰이는 것이 일반적이지만 단체나 기업으로부터의 노력이나 시간의 형태를 취하는 경우에도 사용될 수 있다. 일반적으로 펀딩이라는 용어는 내부 보유금을 사용하여 필요를 현금으로 충당하는 것을 의미하는 반면, 파이낸싱(financing), 자금 조달이라는 용어는 기업이 외부 자원으로부터 자금을 획득하는 경우에 사용된다.

## 운전자금
기업자금 중 원자재(원료)의 구입, 사무실 경비, 임금·가임(家賃)·이자 등 '일상적인 경영 활동에 필요한 현금'을 운전자금이라 한다. 이 경비들은 생산이 이루어질 때마다 다시 새로 필요하게 된다. 따라서 운전자금은 서서히 회수되는 설비자금과 달라서 1회 생산·판매 기간내에 빠르게 전액이 회수되어야만 한다. 결국 설비자금이 고정적·장기적인 데 대하여 운전자금 쪽은 단기적·유동적인 것이 특색이다.

## 중소기업의 자원조달
중소기업은 대기업에 비하여 자본규모가 작고 자금융통이 어렵기 때문에 중소기업 문제가 '금융난(金融難)'이라는 말로써 표현될 정도로 자금조달은 상당히 곤란한 상태에 있다. 중소기업의 자본조달은 대부분이 기업주의 개인적인 관계로부터 조달되며, 주식시장을 통한 공모(公募)에 의한 자본조달은 거의 없을 정도로 대기업과 비교하여 크게 제한(制限)되어 있다.  따라서 차입금융(借入金融)에 의존할 수밖에 없으나, 차입 능력은 한정되어 있으며, 증권시장을 통한 사채발행 등으로 조달하는 것도 거의 불가능하다. 그러므로 중소기업의 자본조달은 일반적으로 금융기관에 의존하거나 기업간의 신용의 이용이라고 하는 방도가 있을 뿐이다. 그 중에도 금융기관으로부터의 차입에 있어서는 대기업과 직접 경합하는 시중은행으로부터의 차입은 금융완화기(金融緩和期) 이외에는 그 이용이 어려운 상태이며, 금융기관으로부터 융자를 받는데 있어서도 대기업과 차별되고 금리가 높다. 따라서 금리가 높은 사채(私債)에 의존하는 경우가 많으며, 특히 시설투자를 위한 장기자금의 조달은 더욱 곤란하므로, 정부금융기관 이외에는 자금조달원(資金調達原)이 거의 없는 것을 알면서도 불리한 사채에 의존하는 경우가 많다.  중소기업금융에 있어서 특징적인 것은 기업간의 신용을 이용하는 것이며, 이것은 금융기관으로부터의 차입의 부족을 보충하는 방편인 것이다. 중소기업에 있어서는 대기업에 비하여 수신초과의 경우가 많고, 매출채권인 수표나 어음을 할인하여 운전자금을 조달하는 경우가 많다. 그러나 이러한 방법은 금리가 높을 뿐만 아니라, 적기(適期)의 공급이 용이한 것도 아니다. 또한 매입채무의 고정화에 의하여 여신측(與信側)의 대기업에 종속을 강요당하는 매개체가 되고 있는 것이다. 이러한 불안정하고 조건이 불리한 단기사채에 의존하는 경우가 많기 때문에 경기변동의 영향을 받기 쉬운 상태에 있다. 자기금융은 중소기업에 있어서 유일하고 안전한 자금조달 방법으로서, 그 의존도는 대기업에 비하여 상대적으로 높다. 그러나 자기금융의 원천이 되는 이윤의 획득도 중소기업은 매출액이익률이 낮기 때문에 자본회전율을 높임으로써 가능하다는 한계가 있고 더욱이 조세부담률(租稅負擔率)이 상대적으로 높기 때문에 내부유보(內部留保)의 여유를 제한시킨다. 이 외에도 중소기업은 대기업에 비해 배당성향(配當性向)이 낮기 때문에 이윤배분과정에서 임원상여금의 비중이 높다. 이것은 내부유보(內部留保)를 방해하는 요인이 된다.

## 한국 기업의 자금조달 문제
타인 자본에 대한 과중한 의존이란 한국 기업의 재무적 취약성의 문제는 오래 전부터 논의되어 온 문제이나, 한국 기업의 경영규모가 매년 확대되고 있고 또한 경제성장률이 10%를 상회하는 오늘날에 있어서도 기업의 자본구성은 여전히 호전되지 않을 뿐더러 현금에 있어서는 기업의 자금사정이 악화되어 사채(私債)의 동원이 8·3 조치 직전의 상황으로 되돌아가고 있어 자본구성의 문제는 향상 논란의 대상이 되어 왔다.  한국 법인기업은 높은 경제성장을 뒷받침한 주역으로서 기업의 시설투자는 매년 급속히 증가하여 1965년 이래 전년대비 74.2%의 증가율을 보이고 있으나, 이와 같은 시설투자의 증가는 재고투자를 유발하게 되고 또한 운용자금에 대한 수요도 그만큼 커지게 마련이다. 반면에 기업의 사내유보액은 극히 낮은 형편에 있으므로 투자액은 사내유보액을 훨씬 초과하여 매년 자금 부족폭이 확대되었다.  한국 기업의 자금조달 구조를 보면 자기자본의 비중이 낮기 때문에 외부자본에 대한 의존도가 압도적으로 크며, 자기금융(이익의 사내유보 및 감가상각비)의 비율은 1963∼69년 사이에는 연평균 17∼20% 이내에 머무르고 있다. 이것은 1973년 서독의 63%, 미국의 56%에 비하면 얼마나 미약한 것인가를 알 수 있다. 또한 은행 차입금을 위주로 하는 간접금융의 비율은 1965∼69년 중에는 41%, 1970∼72년 43%로 계속적으로 상승하였고, 1972년에는 51%, 1973년에는 67%까지 상승하고 있다. 이것은 차입자본 의존의 심화현상을 단적으로 나타낸 것이다.  특히 대외채무에 의한 자금조달은 1960년 이후 정부의 적극적인 외자도입 정책에 따라 간접금융과 함께 법인기업 자금조달의 주류를 이루어 왔고, 그 비율은 1970년대를 전후하여 20∼25%를 차지하여 왔으나, 1975년에는 그간 침체되었던 경기의 회복과 중화학 공업의 육성정책에 힘입은 민간기업의 왕성한 설비투자로 인하여 그 비율은 외부자본의 39.2%에 달하고 있다. 여기에도 외자의존성의 심화란 중요한 문제점이 내포되어 있다.  그러나 원래 민족자본의 장기적인 축적과정이 짧았던 한국 기업으로는 외자에 대한 외존은 불가피하였으며 앞으로는 외자도입의 효율성을 더 신중히 검토하여야 하며 특히 앞으로는 외자도입의 형태를 정부 보증의 차관이 아니라 기업 스스로가 위험을 부담하는 해외 기채(起債) 또는 해외 예탁증권 발생 등의 형태로 전환하여야 할 것이다.  그러나 한편 다행히도 근년에 이르러 한국 증권시장은 급속도로 발달하여 기업의 자기자본을 달성하는 직접 금융(주식 및 사채발행)에 의한 자본 조달이 1973년에는 외부금융의 29%에 달하였고, 1975년의 자기자본 비율은 23.4%에 달하였다. 한국 증권시장은 1972년의 8·3조치 이후 장족의 발전을 거듭해 1977년 말 현재 성장 기업체수는 320여 사에 달하고 있으며, 한국 기업의 고질적인 병폐가 되었던 기업의 폐쇄성은 점차로 공개위주로 개방되어 가고 있고, 증권시장을 통한 기업의 자금조달 실적도 1977년도에는 3,200억 원을 돌파하고 있다. 앞으로는 매년 5,000억 원 규모의 자금이 조달될 것으로 보이며, 제4차 5개년 계획이 끝난 1981년에는 증시(證市)를 통한 자본조달이 약 2조 6천 400억 원이 되었다. 여기에는 물론 정부의 강력한 증권시장 육성정책이 무엇보다도 큰 역할을 담당하였던 것이다.  원래 기업의 자본구성을 건전화하기 위해서는 무엇보다도 자기자본을 충실화하여야 하는데, 이를 위해서는 일반적으로 두 가지 방법을 생각할 수 있다. 그 하나는 주식발행을 통한 자기자본의 조달이고, 또 하나는 이익을 사내에 축적하는 방법이다. 전자는 자본을 외부로부터 동원하여 기업으로 유인하는 방법이고 후자는 기업 자체가 벌어들인 기업이익을 잉여금 또는 각종의 준비금과 충당금 등의 형태로 비축하여 자본으로 동원하는 내부금융을 의미한다.   오늘날 한국에서는 국민 경제적인 투자를 촉진하고 아울러 기업의 재무구조를 건전화하기 위하여 증권시장을 통한 자기자본 조달을 추진하는 한편, 기업의 배당을 억제하여, 사내유보를 증대시키는 동시에 재산재평가 등을 활발히 하여 내부자금의 축적을 꾀하도록 강력한 정책을 방향을 추진하고 있다. 이것은 한국 기업의 건전한 재무구조와 경영의 발전을 위해 극히 바람직한 일이라 할 수 있다.

## 같이 보기
- 투자
- 크라우드펀딩
- P2P 대출
- 시드머니
- 상호 펀드